# 塞尔河畔克雷西
塞尔河畔克雷西（法語：Crécy-sur-Serre，法語發音：[kʁesi syʁ sɛʁ]）是法国上法蘭西大區埃纳省的一个市镇，属于拉昂区。

## 地理
塞尔河畔克雷西（49°41'49"N, 3°37'21"E）面积17.9 平方千米，位于法国上法蘭西大區埃纳省，该省份为法国北部内陆省份，北起北部省，西接索姆省和瓦兹省，东临阿登省和马恩省，西南至塞纳-马恩省，东北部与比利时接壤。
与塞尔河畔克雷西接壤的市镇（或旧市镇、城区）包括：布瓦莱帕尔尼、沙朗德里、谢里莱普伊、蒙蒂尼叙克雷西、莫尔捷、帕尔尼莱布瓦、塞尔河畔普伊。

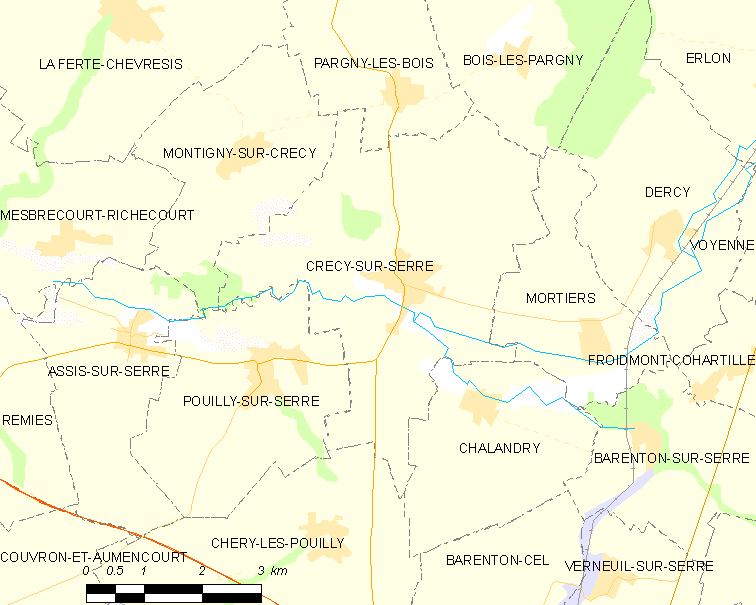
塞尔河畔克雷西的OSM定位图

塞尔河畔克雷西的时区为UTC+01:00、UTC+02:00（夏令时）。

## 行政
塞尔河畔克雷西的邮政编码为02270，INSEE市镇编码为02237。

## 政治
塞尔河畔克雷西所属的省级选区为马尔勒县。

## 人口

1962-2008年间塞尔河畔克雷西人口变化图示

塞尔河畔克雷西于2022年1月1日时的人口数量为1487人。